# Melgven
 Melgven  (en bretón Mêlwenn) es una población y comuna francesa, situada en la región de Bretaña, departamento de Finisterre, en el distrito de Quimper y cantón de Bannalec.

## Demografía
| 1786 | 2117 | 2403 | 2809 | 2987 | 2947 |
| Para los censos de 1962 a 1999 la población legal corresponde a la población sin duplicidades (Fuente: INSEE [Consultar]) |      |      |      |      |      |

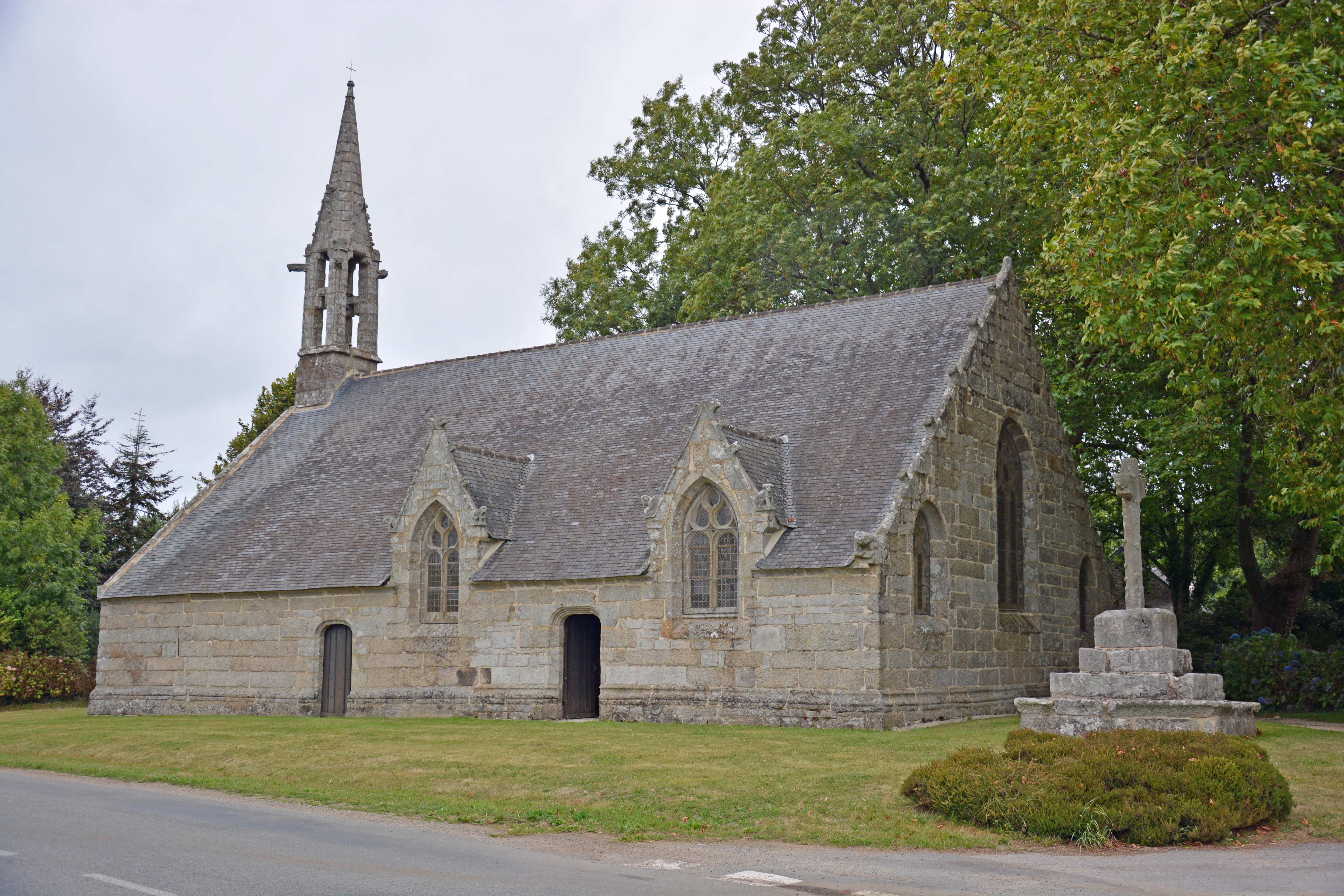
Chapelle Notre-Dame de Coat-an-Poudou
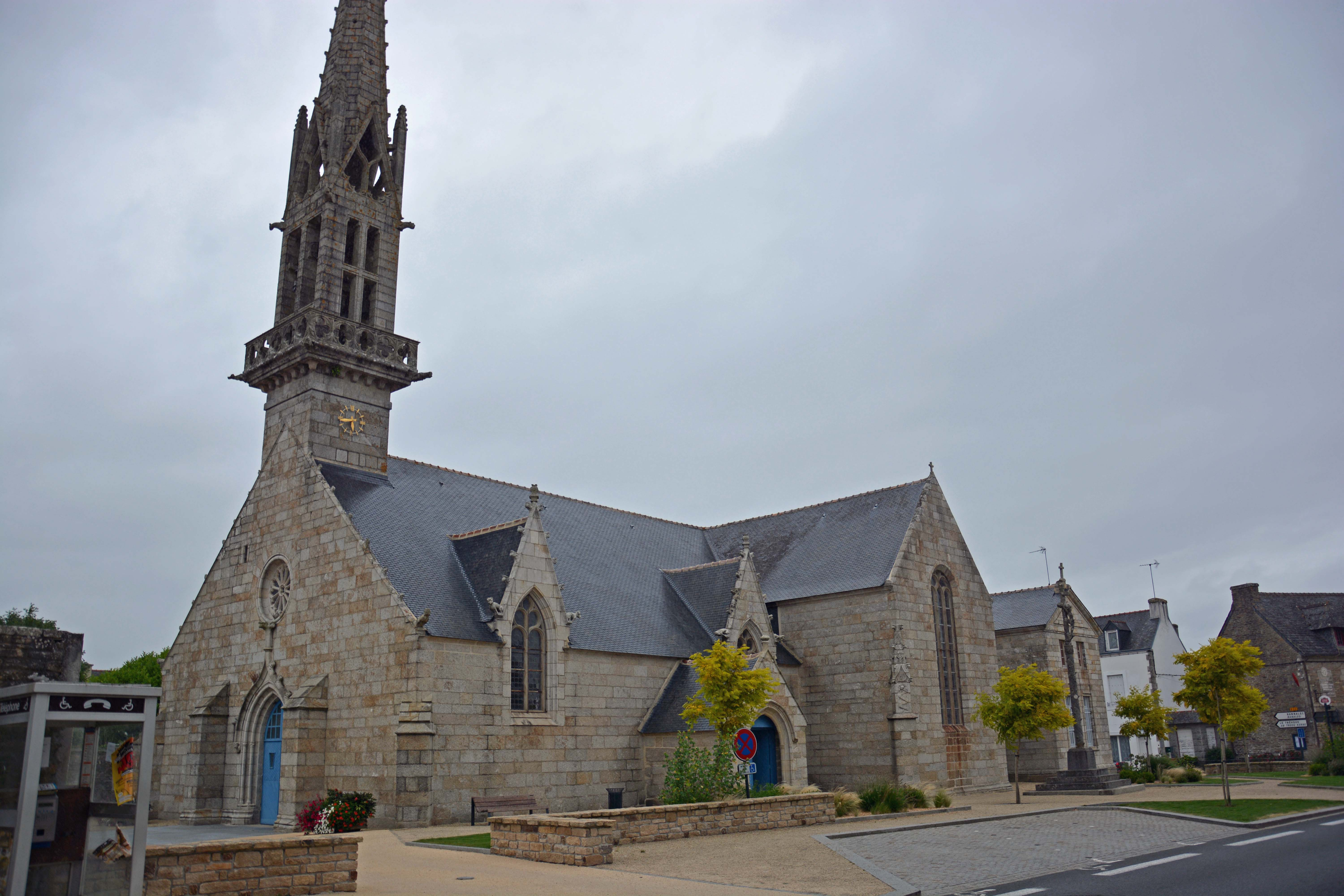
Église Saint-Pierre-et-Saint-Paul (Melgven)
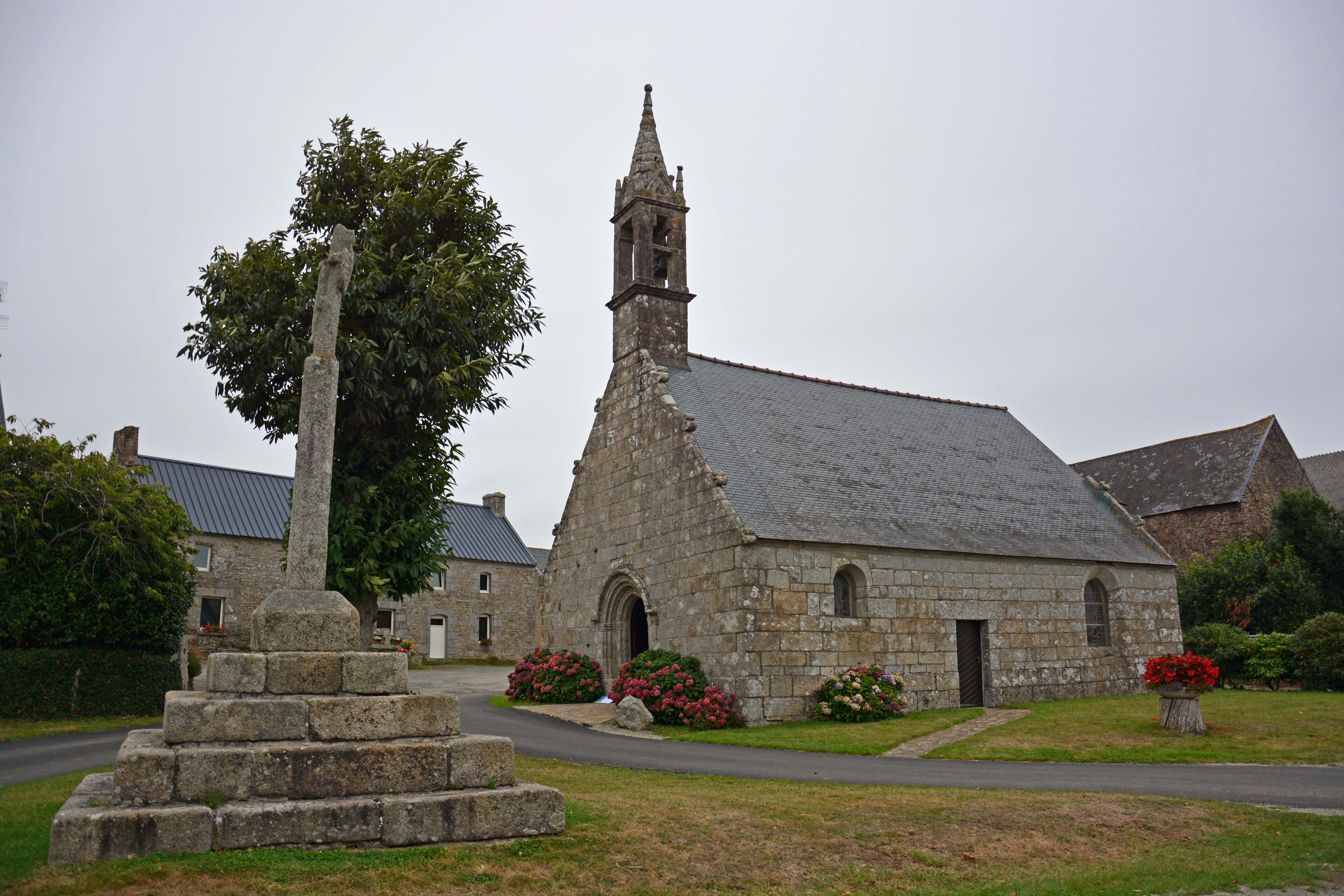
Chapelle Saint-Antoine (Melgven)